# 拉瓦锡环形山
拉瓦锡环形山（Lavoisier）是位于月球正面风暴洋西侧的一座大型古陨坑，约形成于45.5-39.2亿年前的前酒海纪，其名称取自十八世纪法国博物学家、现代化学之父安托万-洛朗·德·拉瓦锡（1743年-1794年），1935年被国际天文学联合会正式批准接受。

## 描述

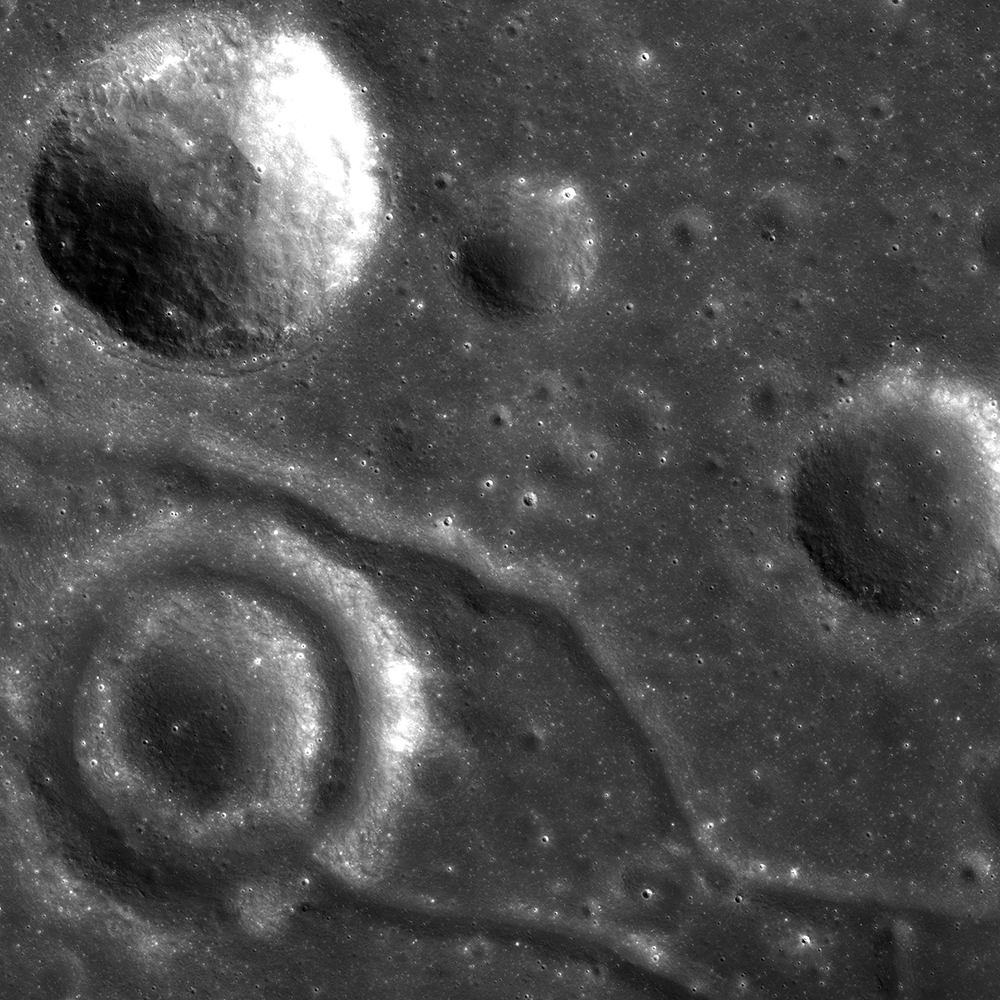
拉瓦锡环形山坑底北部区域，月球勘测轨道飞行器拍摄，图像宽度10公里。

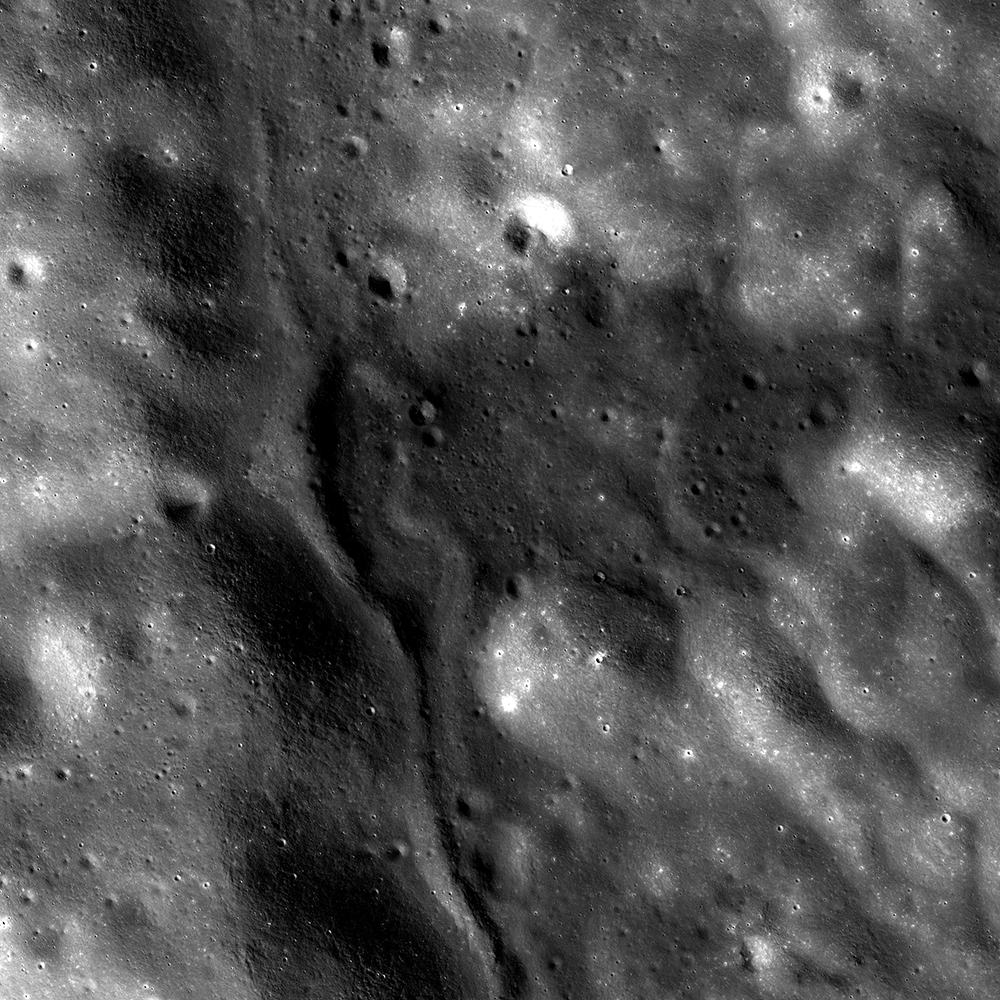
拉瓦锡环形山坑底西部的火山碎屑岩堆，月球勘测轨道飞行器拍摄，图像宽度15公里。

该陨坑西侧靠近能斯脱环形山、东北毗邻本生环形山，冯·布劳恩环形山位于它的东北，南面及西南分别坐落了较小的乌鲁贝格环形山和阿斯顿陨石坑。该陨坑中心月面坐标为38°10′N 81°15′W / 38.17°N 81.25°W，直径71.01公里，深度约2.76公里。
拉瓦锡环形山是一座已磨损的撞击坑，沿外侧壁连接了数座小撞击坑，其中东南侧附靠了外形扭曲的卫星坑拉瓦锡 F、外鼓的南壁上则覆盖了较小的拉瓦锡 W、而另一座已磨损的拉瓦锡 S切入在它的西北壁。拉瓦锡环形山坑壁最大高出周边地形1290米，内部容积约4499立方千米。
该环形山一个突出的特征就是坑内西北侧与内壁相平行的一道皱脊，它循着坑底一些断续的低反照率地表构成一圈同心环，同时坑底表面还分布有大量的沟壑，特别是在东部，这些特征的形成机制推测可能与环形山底部的岩浆上升有关，由此导致坑底底表开裂，并出现皱岭、火山碎屑岩以及其它一些火山活动形式。除上述之外，坑底中心偏北还坐落了一座小同心环坑。

## 卫星陨石坑
按惯例，最靠近拉瓦锡环形山的卫星坑将在月图上以字母标注在它的中心点旁边.
| 拉瓦锡 | 纬度    | 经度    | 直径    |
| ------ | ------- | ------- | ------- |
| A      | 36.9° N | 73.2° W | 28 公里 |
| B      | 39.8° N | 79.7° W | 25 公里 |
| C      | 35.8° N | 76.7° W | 35 公里 |
| E      | 40.9° N | 80.4° W | 49 公里 |
| F      | 37.1° N | 80.5° W | 33 公里 |
| G      | 37.3° N | 85.7° W | 19 公里 |
| H      | 38.3° N | 78.8° W | 29 公里 |
| J      | 37.5° N | 86.5° W | 22 公里 |
| K      | 39.7° N | 74.4° W | 7 公里  |
| L      | 39.7° N | 75.0° W | 6 公里  |
| N      | 41.9° N | 82.4° W | 24 公里 |
| S      | 39.1° N | 83.1° W | 24 公里 |
| T      | 36.5° N | 76.6° W | 19 公里 |
| W      | 36.9° N | 81.8° W | 16 公里 |
| Z      | 36.1° N | 86.2° W | 12 公里 |

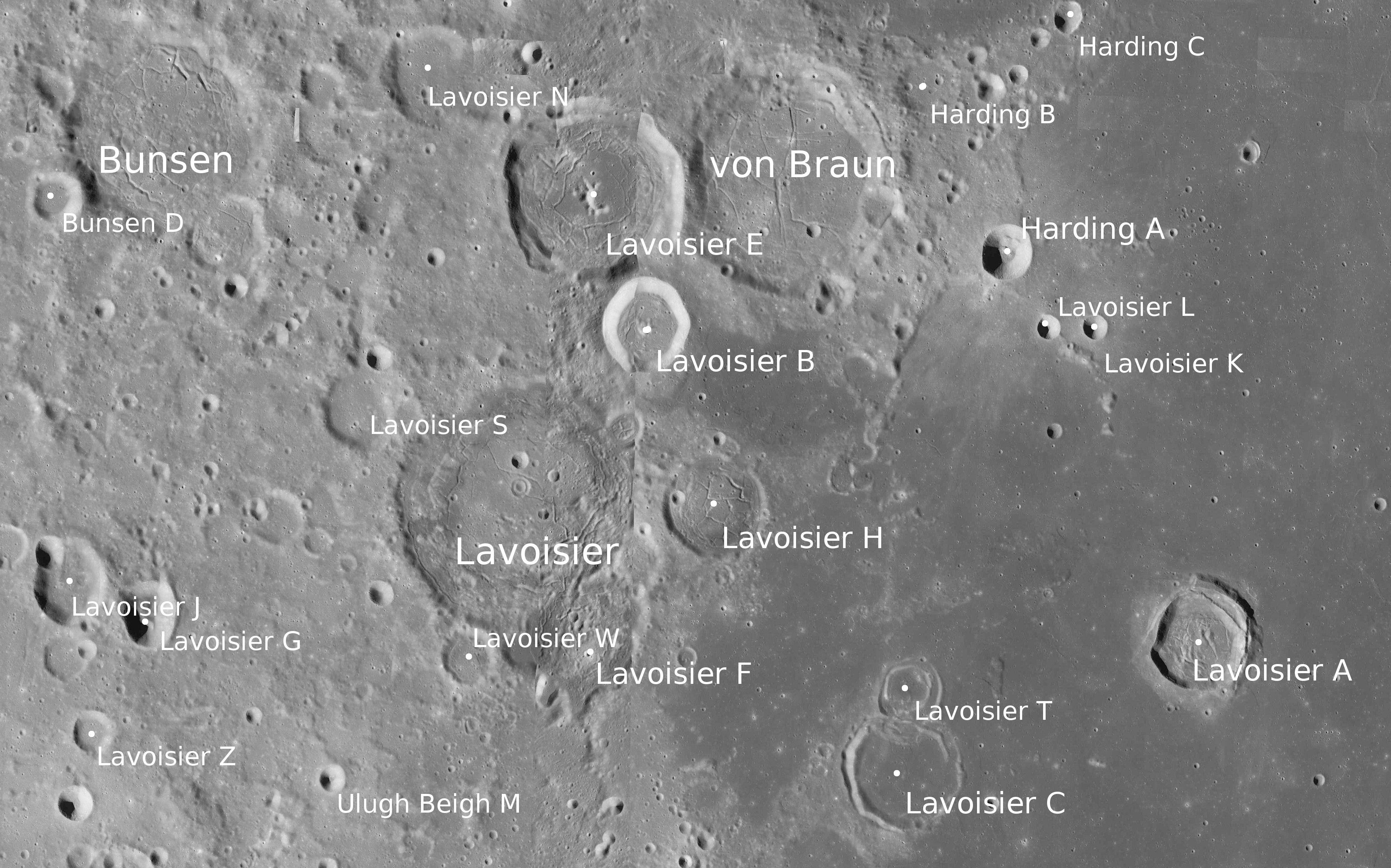
月球勘测轨道飞行器拍摄

- 卫星坑拉瓦锡 D在1994年被国际天文学联合会重命名冯·布劳恩环形山；
- 卫星坑拉瓦锡 A坑内有一座高度超过700米的中央峰[5]；
- 卫星坑拉瓦锡 E坑内中央峰群高约300-700米[5]；
- 卫星坑拉瓦锡 E约形成于酒海纪[1]。

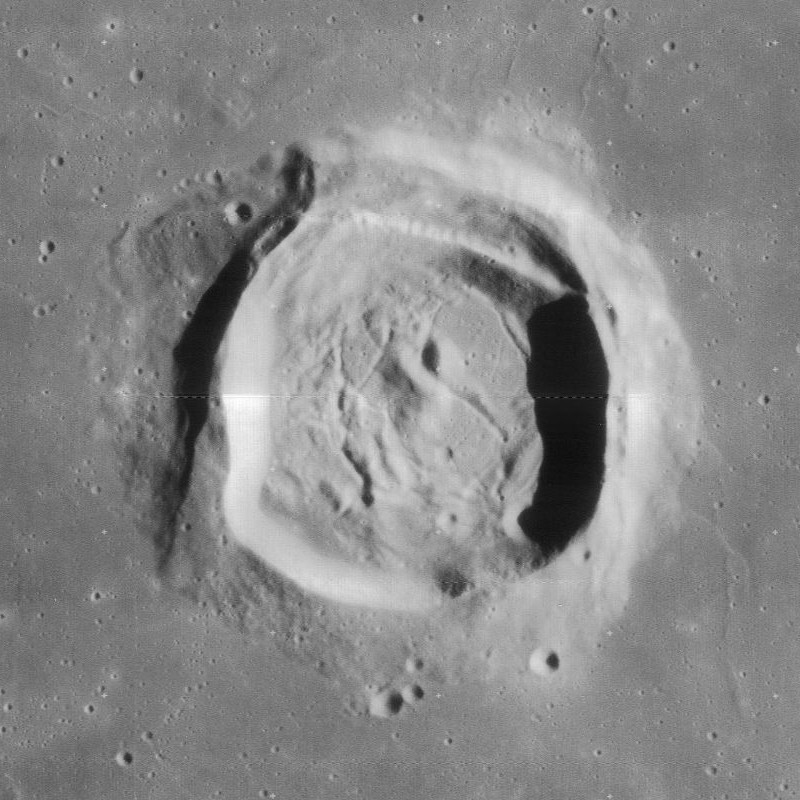
位于拉瓦锡环形山东面的卫星坑拉瓦锡 A
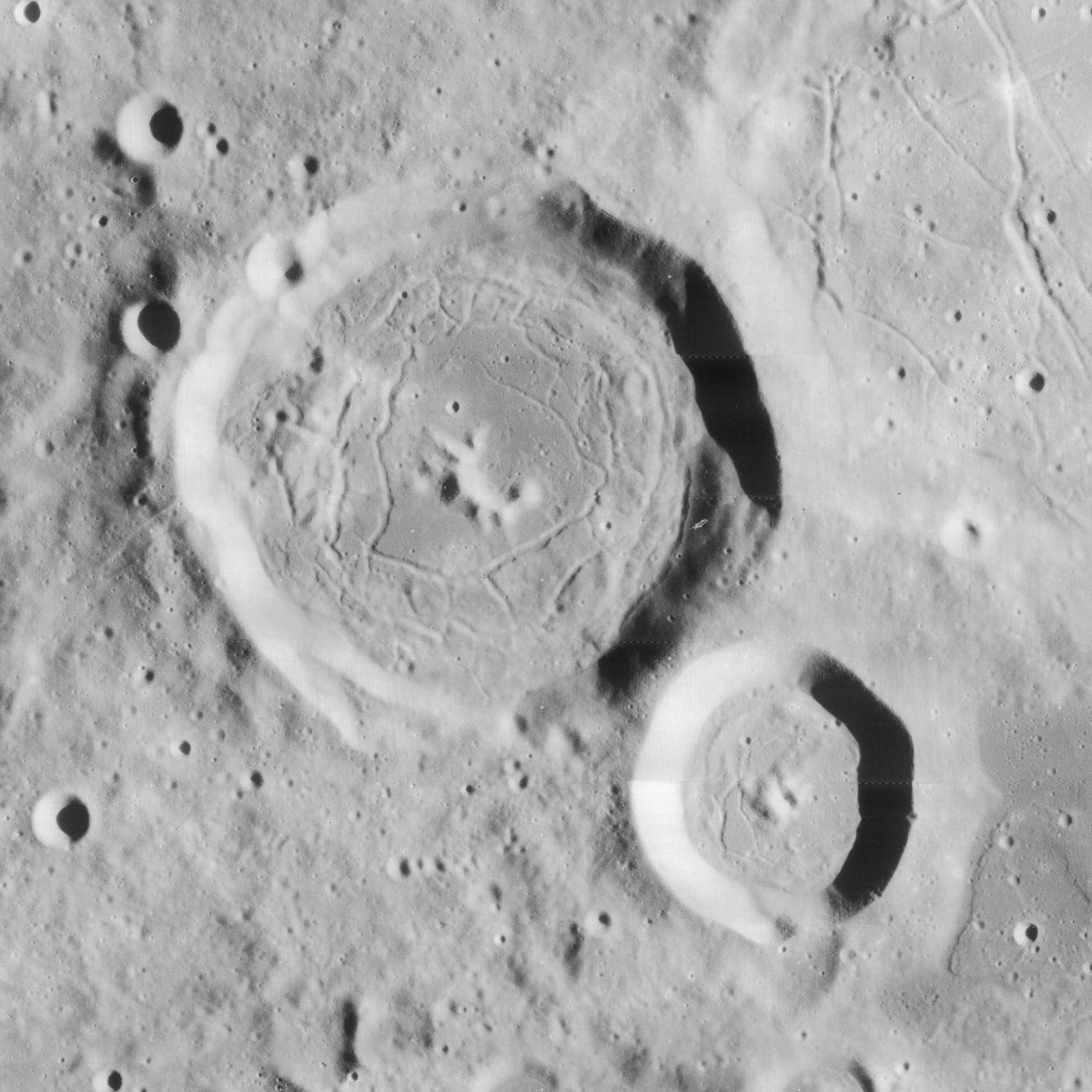
位于拉瓦锡环形山北面的卫星坑拉瓦锡 B（较小）和拉瓦锡 E（较大）
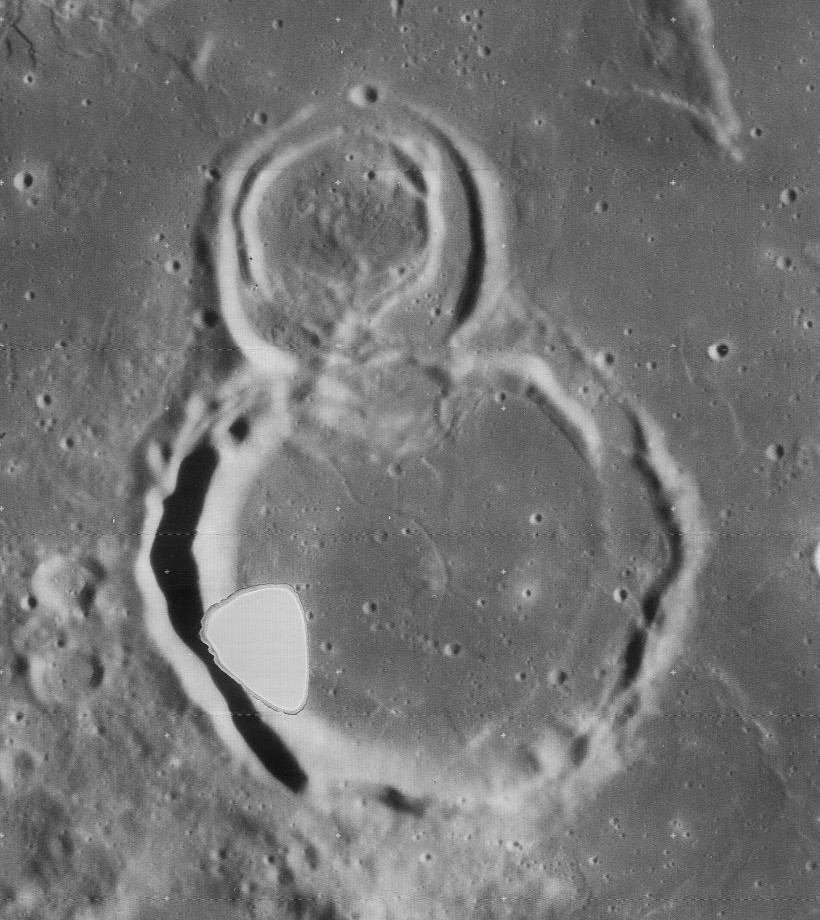
位于拉瓦锡环形山东面的卫星坑拉瓦锡 C（较大）和拉瓦锡 T（较小）
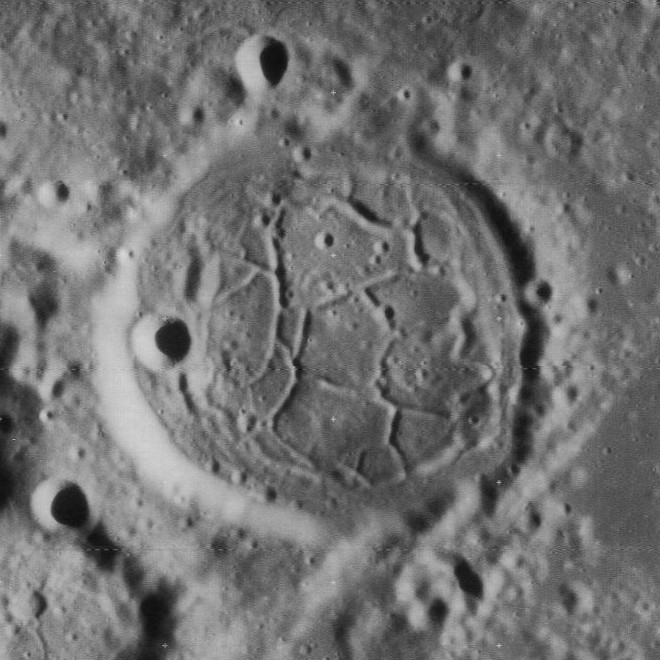
位于拉瓦锡环形山东面的卫星坑拉瓦锡 H

## 参引资料
1. 1 2 3 4 5  Lunar Impact Crater Database
2. ↑   (PDF).   [2017-03-26]. （原始内容存档 (PDF)于2013-02-20）.
3. ↑  .   [2017-03-26]. （原始内容存档于2019-08-12）.
4. ↑  .   [2017-03-26]. （原始内容存档于2020-09-30）.
5. 1 2  Naosuke Sekiguchi, 1972. Catalogue of Central Peaks and Floor Objects of the Lunar Craters on the Visible Hemisphere. University of Tokyo Press and University Park Press.

## 另请参阅
- Wood, Chuck. . Lunar Photo of the Day. November 12, 2006  [2015-11-11]. （原始内容存档于2021-01-15）.

- Andersson, L. E.; Whitaker, E. A. . NASA RP-1097. 1982.
- Blue, Jennifer. . USGS. July 25, 2007  [2007-08-05]. （原始内容存档于2019-12-13）.
- Bussey, B.; Spudis, P. . New York: Cambridge University Press. 2004. ISBN 978-0-521-81528-4.
- Cocks, Elijah E.; Cocks, Josiah C. . Tudor Publishers. 1995. ISBN 978-0-936389-27-1.
- McDowell, Jonathan. . Jonathan's Space Report. July 15, 2007  [2007-10-24]. （原始内容存档于2019-06-21）.
- Menzel, D. H.; Minnaert, M.; Levin, B.; Dollfus, A.; Bell, B. . Space Science Reviews. 1971, 12 (2): 136–186. Bibcode:1971SSRv...12..136M. doi:10.1007/BF00171763.
- Moore, Patrick. . Sterling Publishing Co. 2001. ISBN 978-0-304-35469-6.
- Price, Fred W. . Cambridge University Press. 1988. ISBN 978-0-521-33500-3.
- Rükl, Antonín. . Kalmbach Books. 1990. ISBN 978-0-913135-17-4.
- Webb, Rev. T. W.  6th revised. Dover. 1962. ISBN 978-0-486-20917-3.
- Whitaker, Ewen A. . Cambridge University Press. 1999. ISBN 978-0-521-62248-6.
- Wlasuk, Peter T. . Springer. 2000. ISBN 978-1-85233-193-1.